# Oda Scheibelhuber
Oda Scheibelhuber (* 10. November 1951 in Triftern) ist eine ehemalige hessische Politikerin (CDU) und Staatssekretärin im Hessischen Ministerium des Innern und für Sport.

## Ausbildung und Beruf
Nach dem Studium der Rechtswissenschaften und Psychologie in München und Heidelberg arbeitete Oda Scheibelhuber 1980 bis 1983 als wissenschaftliche Assistentin an der Hochschule für Verwaltungswissenschaften in Speyer.
Oda Scheibelhuber ist römisch-katholisch.

## Berufliche und politische Laufbahn
Oda Scheibelhuber ist Mitglied der CDU.
Zwischen 1983 und 1985 war sie als Referentin im Bundesministerium für innerdeutsche Beziehungen, 1985–1988 als Pressesprecherin im Bundesministerium für wirtschaftliche Zusammenarbeit und 1988–1989 als Ägyptenreferentin im Bundesministerium für wirtschaftliche Zusammenarbeit tätig.
Ab 1989 arbeitete sie als persönliche Referentin und spätere Büroleiterin des Vorsitzenden der CDU-Bundestagsfraktion, Alfred Dregger. 1996 wurde Oda Scheibelhuber zur Bürgermeisterin der Stadt Fulda gewählt. Mit dem Wahlsieg Roland Kochs 1999 wechselte sie als Regierungspräsidentin nach Kassel und blieb bis 2003 in diesem Amt. Von April 2003 bis Februar 2009 war sie Staatssekretärin im Hessischen Ministerium des Innern und für Sport.
Bei der Wahl zum Europäischen Parlament 2009 war sie Kandidatin der CDU Hessen auf dem dritten Listenplatz, verpasste aber den Einzug ins Europäische Parlament.
Von Januar 2010 bis Januar 2014 war sie Ministerialdirektorin und Leiterin der Abteilung „Stadtentwicklung, Raumordnung und Wohnen“ im Bundesministerium für Verkehr, Bau und Stadtentwicklung in Berlin.

## Sonstige Ämter
Oda Scheibelhuber ist Vorsitzende des Kultursommers Nordhessen e. V. Außerdem ist sie Vorstandsmitglied im Deutschen Verband für Wohnungswesen, Städtebau und Raumordnung.